# 指望神明太多我的未來不太妙。
《太依賴咒術的我未來堪憂。》是HULOTTE在2017年3月24日發售的戀愛冒險類型成人遊戲，2022年1月21日發售中英文版。2017年11月22日由ENTERGRAM發售PlayStation Vita版本。

## 故事簡介
神林始為了想要交到女朋友不斷去各個神社參拜，並祈求護身符，某一天神明「麗」跑出來警告他「如果你一年內無法跟命運的對象交往，那就會永遠單身」。之後麗幫始指引了三位對象，而為了跟這三位女孩有親近的機會，始必須努力考上名門高中高嶺宮學園 。

## 登場角色
神林始
作品男主角，因為想要女朋友而不斷去各個神社參拜，但因為求得太多而被結緣之神麗警告若不跟命運的對象交往會永遠單身。之後受麗的指引考進高嶺宮學園。
南雲七海（聲：土鳴苺）
始的同班同學，南雲首相的獨生女，個性冷靜且文武雙全。在同班同學的好意下，下課時間、午休和放學後都會在屋頂上度過。
赤城鈴奈
始的學姐，個性親切且帶有治癒氣質的偶像，在學校裡也有非常多的歌迷。擅長料理。
周防由香里（聲：奏雨）
始的學妹，以前曾協助警察辦案並破了多個案子。由於貧血的關係，多數時候都待在保健室，喜歡讀書。
麗（聲：南美優）
結緣之神，突然出現在始面前並警告他會一生單身的少女。個性開朗並總是帶著笑容，為了讓始的感情之路順利，以妹妹「神林麗」的身分從旁協助他並給予各種建議。
坂白花夜（聲：遙空）
始的學姐，七海的青梅竹馬和貼身保鑣。體型嬌小，但卻精通防身術。個性冷淡，不常顯露感情。
神林真央
始的表妹，和始是同班同學。個性天真無邪且直率，將始當成哥哥般傾慕。

## 主題曲
片頭曲「Fate Line」
作詞、主唱：Duca，作曲、編曲：ANZIE
片尾曲
作詞、主唱：Duca，作曲、編曲：ANZIE

## 評價
《指望神明太多我的未來不太妙。》在Getchu.com的2017年3月銷量榜上排名第5名、全年排名第48名。於「萌系遊戲大賞」2017年3月的月間賞獲得第5名。

## 外部連結
- 指望神明太多我的未來不太妙。遊戲官網 （页面存档备份，存于）（日語）
- PSV版本遊戲官網 （页面存档备份，存于）（日語）
- 《指望神明太多我的未來不太妙。》在視覺小說數據庫的頁面 （英文）